# Coco Star
Coco Star, geboren als Susan Brice, (Welwyn Garden City, 16 maart 1974), is een Britse zangeres en songwriter. Ze stond onder contract bij Universal Music Group en EMI Music. Coco Star werkte samen met artiesten als Craig David, Artful Dodger en Fragma voor de nummer 1-hit Toca's Miracle.

## Biografie
Haar ouders waren zowel muzikale artiesten als zangers, hoewel niet professioneel. Ze was muzikaal actief voordat ze 5 jaar was en hoopte op een #1 hitplaat, dat ze later behaalde. Coco kan cello spelen, de hele blokfluitfamilie en wat piano. Op 12-jarige leeftijd schreef en speelde Coco haar eigen songs en had ze op 15-jarige leeftijd haar eerste nummer opgenomen. Coco studeerde aan de University of West England in Bristol, waar ze een BA Hons-graad in mode en textiel behaalde. Daarvoor had ze een kunstopleiding gevolgd en een nationaal diploma in kunst en design behaald.
Tijdens haar tijd aan The University of West England (niet te verwarren met The University of Bristol), ontmoette ze Jody Wisternoff, Massive Attack en Tricky en begon ze haar live-optredens en songwriting-vaardigheden verder te verbeteren, waardoor ze underground hits behaalde met One By One en Always on my Mind.
In 1994 werd Coco Star gecontracteerd door Universal MCA Music Publishing als onderdeel van een ontwikkelingsovereenkomst, waarbij ze naast Paul Connolly werkte aan live showcases. Coco werd gecoacht door de zangcoach van Whitney Houston en had danslessen bij de Pineapple Dance Studios. Ze ontmoette Rob Davis regelmatig om te werken aan de muziek die hij schreef en I Need a Miracle was slechts een van de weinige projecten waaraan Coco tussen 1994 en 1997 werkte. De ad libitum delen en secties van de melodielijn in I Need a Miracle, inclusief harmonieën zijn exclusief de creatie van Coco, die de song zijn iconische stempel gaf. Coco werkte ook enige tijd samen met Roger McKenzie (Wildchild), die in 1995 op 24-jarige leeftijd overleed.
In 1997 was Coco de belangrijkste hitparade van het Verenigd Koninkrijk binnengekomen met I Need a Miracle op #39 na haar debuut live optreden in Pacha, Ibiza. Het werd later het kenmerk van een bootleg van de Britse dj Vimto, met enorm succes. Oorspronkelijk heette het Fragma vs Coco, de mashup van de twee platen Toca Me van Fragma en I Need a Miracle van Coco en resulteerde in de naam Toca's Miracle. Tegen de tijd van de officiële publicatie in april 2000 was de energie eromheen zo groot dat het regelrecht op #1 in het Verenigd Koninkrijk terechtkwam en meer dan 500.000 exemplaren verkocht. Coco Star is een ervaren songwriter, ook onder contract bij Universal Music Publishing voor haar werken, waaronder It Ain't Enough op het album It's All About the Stragglers van The Artful Dodger. Deze versie bevat ook de zang van Coco. It Ain't Enough was een top 20-hit voor The Artful Dodger in 2001, maar met zanger MZ MAY.
Coco schreef ook het nummer Driftaway, dat werd gecoverd door Kele Le Roc. Coco werkte aan een ep met songs van songwriter/producent Peter Wright. Take You There werd uitgebracht in april 2011. Ze heeft ook een contract getekend met dj Smash voor een publicatie van haar zelfgeschreven Get Over You. Deze samenwerking was onderdeel van het DJ Smash-album 23 uit 2011 en kenmerkte de productie door een andere Rus, dj She. Voorafgaand aan de Miami Winter-muziekconferentie in 2011 stond Coco Star op #12 in de officiële buzz-chart met een revocal van I Need a Miracle, in een fris nieuw samenwerkingswerk met MYNC en de Australische housemuziekster Christian Luke uit Melbourne. Net als bij Toca's Miracle wordt de nieuwe publicatie A Miracle in Melbourne genoemd, een mix van de iconische zang van I Need a Miracle en het nummer London to Melbourne, die eind 2010 door MYNC en Christian Luke bij CR2 Records werd uitgebracht in Londen.
Coco Star werkte in 1993 samen met artiesten als Sub Love (Way Out West) (zowel schrijven als optreden met DJ Die & Jody Wisternoff), Tricky, Massive Attack, Victor Imbres (Deep Dish technicus), Rob Davis van 1994–1997 (songwriter van Kylie Minogue), Craig David en de Dreem Teem (Timmi Magic en DJ Spoony), The Artful Dodger, Brian Harvey (East 17), Fragma (op de remix van I Need a Miracle 2000 & 2008) en Photek onder zijn naam 'Sentinel'. In 2011 werkte Coco Star samen met MYNC en Christian Luke voor samenwerkingsprojecten met I Need a Miracle. Coco Star wordt ook geassocieerd met Andy Levy en Simon Bartholomew van The Brand New Heavies, met wie ze samenwerkte tijdens de productie van een aantal van haar zelfgeschreven muziek.

### I Need a MiracleenToca's Miracle
Haar meest opvallende werk tot nu toe is als zangeres van I Need a Miracle, uitgebracht door Greenlight Recordings in 1996 en opnieuw opgenomen voor EMI Music/Positiva in 1997. Dit nummer is ook wereldwijd bekend onder het mom van de mashup Toca's Miracle, die in 2000 een #1 hit was in 14 landen wereldwijd. Toca's Miracle is het resultaat van het splitsen van nummers (zie Mash-up) van twee afzonderlijke entiteiten, namelijk Fragma (het in Duitsland gevestigde elektronische productietrio) en hun hit Toca Me en I Need a Miracle, dat oorspronkelijk was geschreven voor soloartiest Coco, door Universal Music publicatie-schrijvers Victor Imbres en Rob Davis in 1994. Ondanks optredens in de Toca's Miracle video en Fragma album bezetting, maakte Coco nooit deel uit van de Fragma groep en blijft ze een solo-artiest. De rebranding van het originele nummer I Need a Miracle naar Fragma's Toca's Miracle gebeurde zonder toestemming of voorafgaande afspraak.
Coco verscheen vier keer live in Top of the Pops, waaronder de kerstspecial in 2000 en 2001 om Toca's Miracle uit te voeren en op cd:UK, T4 en de Pepsi Chart Show. Verdere live-uitvoeringen van Toca's Miracle en Coco's andere werken werden gegeven op MTV en The Prince's Trust' Party in the Park.

### Toca's Miracle 2008
De zang van Coco Star is ook te horen op de remix van 2008 van Toca's Miracle, geremixt door de broers Marko en Dirk Duderstadt. Wederom gebruikt het de vocale delen van Stars gesigneerde publicatie van I Need a Miracle. De remix van 2008 werd op 7 april 2008 door EMI/Positiva uitgebracht. Hoewel de oorspronkelijke publicatie van 2000 exact acht jaar eerder in verschillende landen bovenaan de hitlijsten stond, klom de remix naar #2 in Australië en naar #16 in het Verenigd Koninkrijk. Het origineel wordt erkend als een van de top 5 grootste dancehymnes ooit. Remixes van Toca's Miracle zijn in 2008 en 2012 zonder toestemming van Coco of Universal Music uitgebracht.
Zowel misdeelde credit- (over het algemeen verwijst de term credit in artistieke of intellectuele zin naar een erkenning van degenen die hebben bijgedragen aan een werk, hetzij door ideeën of in een meer directe zin) als lipsynchronisatiekwesties werden in 2010 in de pers besproken in Centraal-Europa, toen de oorspronkelijke zangeres Coco Star op National TV aankondigde dat er wereldwijd een voorbijgaande act opdook, die beweerde de zanger van de hit te zijn, ofwel met lipsynchronisatie of live optreden over de auteursrechtelijk beschermde vocalen van Coco, een scenario vergeleken met het Milli Vanilli-schandaal, hoewel het slechts betrekking heeft op het ene nummer Toca's Miracle, in feite een remix van I Need a Miracle geschreven voor Coco Star in 1994. De inmiddels overleden artiest verschijnt op de cover van de Australische publicatie van Toca's Miracle 2008, wat voor nog meer verwarring zorgt.